# 序数詞
序数詞（じょすうし、英: ordinal numeral）、順序数詞（じゅんじょすうし）とは、物事の順序・順番（序数）を表す数詞である。これに対し、物事の数量を表す数詞は基数詞と呼ばれる。同音の助数詞との混同に注意。

## 序数詞の特徴
分けて数えられるものの個数などの数量を表す基数詞に対して、序数詞はその中の順序・順番（序数）を表すためのものである。欧州の言語において序数詞は、日付（日）や世紀、分数の分母、また1世、2世、3世…といった同名の人物の世代数などにも用いられる。
ただし例外もいくつかある。ヨーロッパの言語の多くで、分数の分母は数量であるが序数詞で表す。年号は順序であるが基数詞で表す。君主の代数・章番などローマ数字を後置して表す順序は、基数詞で読む。詳細な使い分けは、意味的に数量か順序かではなく、言語や国ごとの慣習による。
数量は1つもない場合など「0」ということもあり得るが、序数は原則として「1」から数え始める。ただし、序数の「0」や「−1」等を表せないわけではない（たとえば英語では zeroth・minus-oneth）。
基数詞とは異なった単語を用いたり基数詞を変化させたりして基数詞とは別の体系を持ったもの、基数詞に接辞を付けるもの、基数とのはっきりとした違いがなく他の単語を加えて表すもの、そしてそれらの混合など、各々の言語において序数を表す手段は様々である。言語の分類と序数詞の形式は、近隣言語の影響（言語連合）によってや、人為的・自然発生的に複雑な伝統的方式の単純化が起こるなどして、一致していないことが多々ある。
日本語では（1以外に）単独の序数詞がない代わりに、「第-」を基数詞（特に助数詞が付かず基数詞のみの場合は、漢数詞が使われる）の前に付けて順序を表したり、「-目」を助数詞の後に付けて順番や何回目、何日目かなどの序数を表現している（「-目」は省略される場合もある）。その他には、順位を表す「-位」も序数の表現である。
- 例：第二、第2回、2番目、2個目、2人目、2回目、2日目、2位

## 各言語における例

### 不規則なもの
基数と序数が別個の体系を持つ言語は旧世界では印欧語やその周辺に多い。
これらは屈折語であることが多く、多用される単語故に変化が語幹にまで及んで不規則になりがちである。

#### インド・ヨーロッパ語族
| 数字 | 基数詞／序数詞  | 基数詞／序数詞  | 基数詞／序数詞     | 基数詞／序数詞             | 基数詞／序数詞     | 基数詞／序数詞               | 基数詞／序数詞     | 基数詞／序数詞     |
| 数字 | ドイツ語        | 英語            | アイルランド語     | フランス語                 | ラテン語           | ギリシャ語                   | ロシア語           | サンスクリット     |
| ---- | --------------- | --------------- | ------------------ | -------------------------- | ------------------ | ---------------------------- | ------------------ | ------------------ |
| 1    | eins / erste    | one / first     | aon / aonú, céad   | un[e] / premier(f. -ière)  | ūnus / primus      | εἷς, μία, ἕν / πρῶτος        | один / первый      | eka- / prathama-   |
| 2    | zwei / zweite   | two / second    | dó / dóú, dara     | deux / deuxième, second[e] | duo / secundus     | δύο / δεύτερος               | два / второй       | dvi- / dvitiya-    |
| 3    | drei / dritte   | three / third   | trí / tríú         | trois / troisième          | trēs / tertius     | τρεῖς, τρία / τρίτος         | три / третий       | tri- / tṛtīya-     |
| 4    | vier / vierte   | four / fourth   | ceathair / ceathrú | quatre / quatrième         | quattuor / quartus | τέτταρες, τέτταρα / τέταρτος | четыре / четвёртый | catur- / caturtha- |
| 5    | fünf / fünfte   | five / fifth    | cúig / cúigiú      | cinq / cinquième           | quīnque / quīntus  | πέντε / πέμπτος              | пять / пятый       | pañcan- / pañcama- |
| 6    | sechs / sechste | six / sixth     | sé / séú           | six / sixième              | sex / sextus       | ἕξ / ἕκτος                   | шесть / шестой     | ṣaṣ- / ṣaṣṭha-     |
| 7    | sieben / siebte | seven / seventh | seacht / seachtú   | sept / septième            | septem / septimus  | ἑπτά / ἕβδομος               | семь / седьмой     | septan- / septama- |
| 8    | acht / achte    | eight / eighth  | ocht / ochtú       | huit / huitième            | octō / octāvus     | ὀκτώ / ὄγδοος                | восемь / восьмой   | aṣtan- / aṣṭama-   |
| 9    | neun / neunte   | nine / ninth    | naoi / naoú        | neuf / neuvième            | novem / nōnus      | ἐννέα / ἔνατος               | девять / девятый   | navan- / navama-   |
| 10   | zehn / zehnte   | ten / tenth     | deich / deichiú    | dix / dixième              | decem / decimus    | δέκα / δέκατος               | десять / десятый   | daśan- / daśama-   |

注：ドイツ語は女性形または定冠詞類を伴う主格、サンスクリットはIAST表記で語幹のみ、ラテン語、ロシア語は男性形のみを示した。

##### 英語
英語における序数詞は形容詞であり、名詞に先行してそれを修飾する。
one -> first、two -> second、three -> thirdのように3までは基数詞と序数詞で異なる単語を用いている（補充形、不規則変化）が、4以降は10まで基数詞に接尾辞"-th"を付けて序数詞を表す（規則的）。
2桁以上の場合は下1桁（一の位）に従う（即ち、一の位が1から3以外ならば"-th"）が、11から19は一つの単語の表現としてあるため、一律で"-th"を用いる。例えば、「13」を意味する"thirteen"に対し「13番目」は"-th"を用いて"thirteenth"となるが、「21」を意味する"twenty-one"に対し「21番目」は一の位に従い"twenty-first"という風になる。これを"twenty-oneth"とするのは誤りであるが、英語文化圏においても誤記されることがままある。
上述の通り"-th"が付いたものは概ね規則的であるが、基数詞の語幹の綴りが変化するものもある。例えば、eightは最後の"t"が取れ、nineは最後の"e"が取れ、"-ve"は"-f"に、"-ty"は"-tie"にそれぞれ変化して、five、eight、nine、twelve、twenty -> fifth、eighth、ninth、twelfth、twentiethのようになる。
序数を省略して表す際には他のヨーロッパの言語と同様、数字の後ろに序数詞語尾と対応する接尾辞を付けて、例えば"1st", "2nd", "3rd", "4th"…のように表記される。
- 102 (102nd): one hundred (and) two -> one hundred (and) second
- 214 (214th): two hundred (and) fourteen -> two hundred (and) fourteenth
- 460 (460th): four hundred (and) sixty -> four hundred (and) sixtieth

その他には序数詞を使わずに、基数詞を順序の対象に後置して序数を表す用法も頻出である（例：Chapter Two）。英語には序数詞の疑問詞（「何番目」という意味の単語）がないため、例えば「ブッシュは何代目の大統領ですか？」という疑問文は"How many presidents were there before Bush?"と訳される。

##### フランス語
フランス語の序数詞は英語と較べると単純である。男性形において1だけは基数詞 un に対して序数詞 premier となり不規則（女性形においては基数詞 une に対して序数詞 première）だが、他は多少綴りの変化があるものの全て -ième という語尾を持つ。
省略して書く場合は数字の後に付けるアルファベットは上付き文字、数字はローマ数字で書く場合がある。

##### ドイツ語
ドイツ語の序数詞も比較的単純で、原則として基数に接尾辞"-t"（20未満）もしくは"-st"（20以上。3桁以上の整数の場合、下2桁が00、01、06、20-99の場合は同様）を付けるだけである。ただし、一部例外があり、「1」の場合は"eins"に対して"erst"、「3」の場合は"drei"に対して"dritt"となる。なお、序数が名詞を形容する時は語尾変化が行われる。
序数を省略して表す際には数字の後ろに.（ピリオド）を添えるか、数字の後ろに"1st-", "2t-", "3t-"のように接尾辞を書く（印刷物では、紛らわしくなるため接尾辞を使うことが多い）。

##### サンスクリット
サンスクリットの序数詞は更に不規則で、1から10までが不規則変化であるのに対し、11から19までは基数詞と一致、20以降は基数詞の語幹にtama-を付ける規則変化であり、変則的である。

##### アイルランド語
アイルランド語では序数が11以上の時、先に一の位を言い、次に数える名詞を言った後に残りの序数を言う。すなわち名詞が序数詞に挟まれる形になりうるという特徴を持つ。例えば「12番目の馬」は"an dóú capall déag"と言う。"déag"は十の位が1の時の接尾語で序数・基数の区別はない。

#### アフロ・アジア語族
| 数字 | 基数詞／序数詞                             | 基数詞／序数詞                   |
| 数字 | アラビア語                                 | アムハラ語                       |
| ---- | ------------------------------------------ | -------------------------------- |
| 1    | وَاحِدٌ wāḥid[un] / أَوَّلُ ’awwal                | አንድ and / አንደኛ andäña            |
| 2    | اِثْنَانِ ’ithnān[i] / ثَانٍ)ثَانِي) thānin(thānī) | ሁለት hulät / ሁለተኛ hulätäña        |
| 3    | ثَلاَثَةٌ thalātha[tun] / ثَالِثٌ thālith[un]     | ሦስት sost / ሦስተኛ sostäña          |
| 4    | أَرْبَعَةٌ ’arba‘a[tun] / رَابِعٌ rābi‘[un]        | አራት arat / አራተኛ aratäña          |
| 5    | خَمْسَةٌ khamsa[tun] / {{{2}}} khāmis[un]      | አምስት amst / አምስተኛ amstäña        |
| 6    | سِتَّةٌ sitta[tun] / سَادِسٌ sādis[un]            | ስድስት sədəsətə / ስድስተኛ sədəsətäña |
| 7    | سَبْعَةٌ sab‘a[tun] / سَابِعٌ sābi‘[un]           | ሰባት säbat / ሰባተኛ säbatäña        |
| 8    | ثَمَانِيَةٌ thamāniya[tun] / ثَامِنٌ thāmin[un]    | ስምንት səmənətə / ስምንተኛ səmənətäña |
| 9    | تِسْعَةٌ tis‘a[tun] / تَاسِعٌ tāsi‘[un]           | ዘጠኝ zäT'äñ / ዘጠነኛ zäT'änäña      |
| 10   | عَشَرَةٌ ‘ashara[tun] / عَاشِرٌ ‘āshir[un]        | ዐሥር asr / ዐሥረኛ asräña            |

※アラビア語は数える対象が男性（主格）の場合。

##### アラビア語
アラビア語の文法には性の概念があり、通常、序数詞にも男性形と女性形が存在する。
基数詞とは語幹を共有しつつも異なる形をとるため、綴り上は比較的似通っていても母音の変化などで発音は相当に異なる。基数詞では0の時または一の位が1もしくは2の時に数詞の性を数えるものとは逆にするという法則があるが、助数詞にはそれがない。

##### アムハラ語
エチオピアで話されるアムハラ語はアラビア語とおなじアフロ・アジア語族に分類されるがその序数詞は大きく異なり、基数詞に"-äña"の接尾辞を付けるだけでほぼ規則的に序数詞にすることができる。

#### ウラル語族
| 数字 | 基数詞／序数詞        | 基数詞／序数詞      |
| 数字 | フィンランド語        | ハンガリー語        |
| ---- | --------------------- | ------------------- |
| 1    | yksi / ensimmäinen    | egy / első          |
| 2    | kaksi / toinen        | kettő / második     |
| 3    | kolme / kolmas        | három / harmadik    |
| 4    | neljä / neljäs        | négy / negyedik     |
| 5    | viisi / viides        | öt / ötödik         |
| 6    | kuusi / kuudes        | hat / hatodik       |
| 7    | seitsemän / seitsemäs | hét / hetedik       |
| 8    | kahdeksan / kahdeksas | nyolc / nyolcadik   |
| 9    | yhdeksän / yhdeksäs   | kilenc / kilencedik |
| 10   | kymmenen / kymmenes   | tíz / tizedik       |

##### フィンランド語
フィンランド語の序数詞は1 (ensimmäinen) は「初めの」と2 (toinen) は「別の、もうひとつの」という意味であり元々数詞ではない。基数詞を序数詞にするには属格の語尾"-n"を"-s"に替え、複合数詞の場合その語根の各々を序数詞形にする。序数詞は全て格変化を受けて、膠着語であるにもかかわらず子音階梯交替などにより接尾辞のみでなく語幹まで変化する。
11から19は「第2の」1から9を意味しており、例えば「13」を意味する"kolmetoista"に対し「第13」が"kolmastoista"となり、後置される「第2」を意味する分格単数形"toista"は変化を受けない。この時、本来の1 (yksi) と2 (kaksi) の序数形である"yhdes"と"kahdes"が用いられる。

##### ハンガリー語
ハンガリー語はフィンランド語と同じウラル語族フィン・ウゴル語派に属するが、序数体系は1と2を除いて接尾辞"-dik"を伴う比較的単純なものであり、繋ぎになる母音は変わったり長音が短くなったりするものの、母音調和（ウラル語族からツングース諸語に至るかつてのウラル・アルタイ語族説で同類とされていた言語に共通する母音の変化法則）に従いながら、殆ど規則的な変化をする。母音調和しながら規則変化する序数詞形成接尾辞はアルタイ諸語などにみられる特徴（後述）である。

### 序数詞形成接辞
基数詞から序数詞を作るために語頭や語尾に接辞を付ける方法がある。接尾辞はアルタイ諸語、接頭辞はオーストロネシア語族で代表的である。

#### アルタイ諸語
アルタイ諸語は同祖の言語であると証明されていないが、いくつかの特徴を併せ持つ。序数詞形成接尾辞もその一つである。

##### テュルク語
| 数字 | 基数詞／序数詞    | 基数詞／序数詞                    | 基数詞／序数詞                         | 基数詞／序数詞                 |
| 数字 | トルコ語          | カザフ語                          | ウイグル語                             | サハ語                         |
| ---- | ----------------- | --------------------------------- | -------------------------------------- | ------------------------------ |
| 1    | bir / birinci     | бір bir / бірінші birinşi         | بىر bir / بىرىنچى birinchi             | биир[biːr] / биирис[biːris]    |
| 2    | iki / ikinci      | екі yeki / екінші yekinşi         | ئىككى ikki / ئىككىنچ ikkinchi          | икки[ikːi] / иккис[ikːis]      |
| 3    | üç / üçüncü       | үш üş / үшінші üşinşi             | ئۈچ üch / ئۈچىنچى üchinchi             | үс[ys] / үһүс[yhys]            |
| 4    | dört / dördüncü   | төрт tört / төртінші törtinşi     | تۆت töt / تۆتىنچى tötinchi             | түөрт[tyørt] / төрдүс[tørtys]  |
| 5    | beş / beşinci     | бес bes / бесінші besinşi         | بەش bäsh / بەشىنچى bäshinchi           | биэс[bies] / бэһис[behis]      |
| 6    | altı / altıncı    | алты altı / алтыншы altınşı       | ئالتە altä / ئالتىنچى altinchi         | алта[alta] / алтыс[altɯs]      |
| 7    | yedi / yedinci    | жеті jeti / жетінші jetinşi       | يەتتە yättä / يەتتىنچى yättinchi       | сэттэ [setːe] / сэттис[setːis] |
| 8    | sekiz / sekizinci | сегіз segiz / сегізінші segizinşi | سەككىز säkkiz / سەككىزىنچى säkkizinchi | аҕыс[aɣis] / ахсыс[axsɯs]      |
| 9    | dokuz / dokuzuncu | тоғыз toğız / тоғызыншы toğızınşı | توققۇز toqquz / توققۇزىنچى toqquzinchi | тоҕус[toɣus] / тохсус[toxsus]  |
| 10   | on / onuncu       | он on / оныншы onınşı             | ئون on / ئونىنچى oninchi               | уон[uon] / онус[onɯs]          |

トルコ語などを含むテュルク諸語はアルタイ諸語の一つとされている。トルコ語では序数詞形成接尾辞は-inci/-üncü/-ıncı/uncuの4通りある様に見えるが、基本的には基数詞の最後の母音をVとしたときに/-VncV/と書くことができる。ただし4を意味する"dört"の時だけは少し例外的に"dördüncü"となる。
ウイグル語はより原型を保っていて、全て ىنچى -inchi を付けて序数を表す。音韻と綴りの上では同じだが ئى i の音価は/i/と/ɨ/の間を行き来するため、実際の発音では母音調和に合わせて複数通りに聞こえる。
両言語の中間に位置するカザフ語では序数詞形成接尾辞を母音調和に応じて綴り換えている。
なお、他のテュルク語でもカラガス語などでは"-ш"（＜-nč）の接尾辞に時間・空間の形容詞を作る"-кӣ"を加えた"-(ы)шкӣ" / "-(и)шкӣ"で序数を表している（1989年、山崎）。

#### オーストロネシア語族
太平洋一帯からインド洋のマダガスカル島にまで広く分布するオーストロネシア語族は一般に後置修飾であり、接頭辞が基数詞について序数詞を作る。
例えばマレー語では基数の4の"empat"に接頭辞の"ke-"を付けた"keempat"で「第4」を意味し、欧州の言語の様に数字とラテン文字を組み合わせて"ke-4"と省略する。

#### エスペラント
計画言語であるエスペラントの序数詞は基数詞に接尾辞"-a"をつけた形である。
接尾辞"-a"はエスペラントにおいて形容詞語尾として使われている。
unua（第一の）、dua（第二の）などは省略してそれぞれ1a、2aと書かれることもある。また、0の助数詞が存在し、nula（または 0a）と表す。

### 序数詞の発達していない言語
独立した序数詞の体系に乏しい言語も存在する。以下に挙げる例では、その代わりに発達した助数詞・類別詞が序数を担当している。

#### 中国語
中国語においては独立した序数詞体系は見られない。ただし2の場合、「二」が基数・序数両方に使われるに対し、「両」は基数のみで使われる。序数をあらわすときは「第‐」や「‐次」といった接語を用いる。

#### 日本語
日本語は単独の序数詞を持たず、「‐番目」「-回目」「-人目」「‐位（順位）」といった接尾辞や、「第‐」といった接頭辞を付けて順番・順序などの序数を表現する。

#### 朝鮮語
朝鮮語でも日本語同様の「第‐」（제‐ je-）を使う表現はある。更に助数詞の「‐째 -jjae」または「‐번째（‐番째） -beonjjae」を使う方式もあるが、この時1から99までは漢語ではなく固有語で表現する。例えば朝鮮語で「二」は「이 i」だが序数だと固有語の「둘 dul」に助数詞が付く時の形である「두 du」を使って「두번째 dubeonjjae」（2番目）または「둘째 duljjae」（2つ目）となる。ただし1の場合、「한번째* hanbeonjjae」（1番目）または「한째* hanjjae」（1つ目）ではなく、それぞれ「첫번째 cheotbeonjjae」と「첫째 cheotjjae」となる。

#### ベトナム語
ベトナム語では基数に"thứ"（漢字表記：次）という接頭語を付けて序数を表すが、固有語と漢越語（漢語由来のベトナム語）の使い分けがあり、1の時は固有語の"một"（チュノム：𠬠）を用いず"thứ nhất"（次一）とし、4も"bốn"（𦊚）を使わず"thứ tư"（次四）、2には漢越語の"thứ nhì"（次二）と固有語の"thứ hai"（次𠄩）の2通りがある。

#### タイ語
タイ語においては接頭語の ที่ [tʰîː]を前置することで序数を表現する。例えば1を意味する หนึ่ง [nɯ̀ŋ] に対して、「第1」は ที่หนึ่ง[tʰîːnɯ̀ŋ] である。これをタイ数字で ที่ ๑ と書いたり、アラビア数字で ที่ 1 と書いたりする。日付の年月日のうちの日は序数で表され วันที่หนึ่ง[wántʰîːnɯ̀ŋ] で「1日（第1日）」を意味する。
また、学位や軍の階級、声調（およびその記号）の名前で、インド系言語由来の独立した単語の序数詞を使い「第1」を เอก[ɛ̀ːk]、「第2」を โท[tʰoː]、「第3」を ตรี[triː] と言うことがある。

#### その他
ハワイ語は前述のマレー語と同じオーストロネシア語族に分類されるが、マレー語が膠着語であるのに対し、この言語は孤立語であり、接辞の概念を持たない。序数と基数の区別も語彙ではなく文法によって行われる。ハワイ語で序数を表す時は通常は"ka"または"ke"（後続の音により使い分ける）という定冠詞の様な語（英語ではよく"the"として訳される）を付けて"ka lua"（2番目）の様に言う。ただし「最初（1番目）のもの」という意味の"ka mua"と「最後のもの」という意味の"ka hope"という言い方はある。
同様な言語にユト・アステカ語族のメキシコに分布するナワトル語（かつてのアステカの言語）がある。この言語では「〜という訳で」という意味の"ic"を前置して序数を表す（参考：wikibooks:en:Nahuatl/Numbers）。